# Тлезда
Тлезда́ — село (аул) в Шамильском районе Дагестана. Входит в состав сельского поселения «Сельсовет „Телетлинский“».

## Географическое положение
Расположено в 15 км к востоку от районного центра села Хебда, на левом берегу реки Телетльтляр.

## Население
| 1939 | 1970 | 1989 | 2002 | 2010 | 2021 |
| ---- | ---- | ---- | ---- | ---- | ---- |
| 48   | ↗66  | ↘65  | ↗106 | ↗153 | ↗194 |